# Shahriyār (personaggio)
Shahriyār o Shāhrīyār ( arabo : شهريار), raramente semiadattato in italiano in Sciahriar, è un personaggio fantastico della raccolta di favole arabo-perso-egizio-indiane intitolata Le mille e una notte (in arabo ألف ليلة وليلة‎?, Alf layla wa layla; in persiano هزار و یک شب‎, Hezār-o yek shab). Egli è il personaggio chiave della raccolta perché a lui la principessa Shahrazād racconterà ogni notte una favola per poter aver salva la vita.

## Il ruolo neLe mille e una notte
Nel non meglio identificabile regno della Tartaria (che non ha nulla in comune se non il nome con il Tatarstan), il Pādishāh Shahriyār governa assieme al fratello minore Shāhzamān, al quale spetta solo una piccola porzione di territorio. Entrambi i sovrani sono convinti che la loro vita sia destinata a essere magnifica e perfetta fino alla loro morte, finché una notte Shāhzamān scopre l'adulterio di sua moglie. Disperato e inferocito, uccide la donna e l'amante, incominciando a sospettare che l'equilibrio celestiale e roseo della sua vita e del fratello stesso sia in pericolo per colpa delle donne.
Sulle prime Shahriyār non si fa convincere dalle idee di Shāhzamān, sostenendo che sua moglie gli è sempre stata fedele e non gli ha mancato mai di rispetto; ma una notte il Pādishāh fa la stessa tremenda scoperta del fratello Shāhzamān. A malincuore il Pādishāh Shahriyār fa uccidere la donna e tutto il suo seguito di ancelle, per poi allontanarsi nel bosco. Lì l'uomo assieme al fratello intravede un genio, un jinn cioè dagli aspetti colossali, che depone a terra uno scrigno per poi addormentarsi. Dallo scrigno esce fuori una bellissima fanciulla che seduce i due principi con la minaccia di far svegliare il genio se non l'avessero seguita. Dopo aver esaudito i desideri licenziosi della fanciulla, Shahriyār comprende la reale debolezza delle donne riguardo alla fedeltà e così decide di sposare ogni giorno una donna della sua città per farla decapitare o strangolare la notte stessa dal suo Gran Vizir.
La città così cade in preda allo sconforto, ma un giorno la principessa Shahrazād, figlia proprio del Gran Vizir, decide di andare incontro al suo destino avendo pianificato uno stratagemma per arrestare la rabbia del Pādishāh. Dopo il matrimonio Shahrazād chiede come ultimo desiderio di salutare la sorella minore Dunyāzād, la quale la invita a raccontarle un'ultima storia che però Shahrazād lascerà in sospeso. Il sultano incuriosito sospenderà l'esecuzione della sposa in attesa della fine della favola. La cosa si ripeterà ogni notte e per la sua insaziabile voglia di conoscere il finale delle favole Shahriyār il Pādishāh rinvierà continuamente l'esecuzione della principessa. Arrivato a un certo punto il Pādishāh si accorge dell'errore che ha commesso nel far uccidere molte principesse innocenti a causa della sua cieca rabbia e perdona Shahrazād facendo tornare la pace in Tartaria.